# Marco Antonio Trejo
Marco Antonio Trejo León es un exfutbolista y entrenador mexicano. 

## Clubes

### Como futbolista
| Club                 | País   | Año         |
| -------------------- | ------ | ----------- |
| Cruz Azul            | México | 1979 - 1985 |
| Atlas de Guadalajara | México | 1986 - 1992 |

### Como entrenador
| Club                   | País   | Año         |
| ---------------------- | ------ | ----------- |
| Club Toluca            | México | 1996        |
| Atlético Mexiquense    | México |             |
| Cruz Azul Oaxaca       | México | 2003 - 2004 |
| Huracanes de Colima    | México | 2005        |
| Querétaro FC           | México | 2005 - 2006 |
| Alacranes de Durango   | México | 2008 - 2009 |
| Reboceros de La Piedad | México | 2010 - 2011 |
| Tampico Madero         | México | 2014        |
| Teca UTN               | México | 2015        |
| Colibríes de Malinalco | México | 2015        |
| Alebrijes de Oaxaca    | México | 2015        |
| Veracruz Sub-20        | México | 2019        |
| Irapuato               | México | 2021        |

## Libros
- MACÍAS CABRERA,  Fernando (2007). Fútbol Profesional en México Primera División 1943 - 2007. (Editorial Independiente edición). México.

- Datos: Q5996261